# 平野潤也
平野 潤也（ひらの じゅんや、1987年11月20日 - ）は日本の男性俳優、声優。東京都出身。

## 来歴
2010年に円演劇研究所へ入所し、2012年より演劇集団 円会員として在籍。

## 人物
声種はテノール。
趣味・特技は野球、バレーボール、ビリヤード。資格は普通自動車免許。
父は中日ドラゴンズ、西武ライオンズ、千葉ロッテマリーンズで活躍した元プロ野球選手で元野球指導者の平野謙、母は元タレントの秋本理央。伯母はエッセイストの内藤洋子。
吹き替えでは、ジャック・クエイドを多く担当している。

## 出演
太字はメインキャラクター。

### 舞台
- リーディング・にんじん
- ペリクリーズ（研究所本科卒業公演） - ペリクリーズ 役
- 十二夜（研究所専攻科卒業公演） - オーシーノ公爵 役
- 十二夜（2015年3月8日 - 30日、日生劇場）[5][6]
- 三人姉妹（演劇集団円 本公演）
- 魔女とたまごとお月様（シアターΧ）
- あかちゃん、万歳!（作：アンドレ・ルッサン / 演出：大間知靖子、銀座みゆき館） - ジョルジュ 役
- おばけリンゴ（シアターΧ）
- 錬金術師（池袋芸術劇場 シアターウエスト）[7]
- シーラカンスプロデュースVol.2 W・シェイクスピア HUMAN（下北沢 本多劇場） - ロミオ 役[8]
- 透明な血（演出：東憲司、すみだパークスタジオ）
- 傷つくな、鮮やかに浮遊せよ（阿佐ヶ谷プロット）
- Emergency×Emergency METEORITE（脚本・演出：末原拓馬、ワーサルシアター）
- 女の友情と筋肉 THE MUSICAL -幸せの上腕二頭筋-（なかのZERO 大ホール 他） - 泉マサノブ 役[9]

### テレビドラマ
- 土曜ワイド劇場 「天才刑事・野呂盆六」（ABC）
  - 第8作（2013年8月10日）
  - 第9作（2014年7月19日）
- 金曜プレステージ 「名探偵 神津恭介〜影なき女〜」（2014年3月14日、フジテレビ）
- 科捜研の女（テレビ朝日）
  - Season 16 第4話（2016年11月17日） - 町田翼 役
  - Season 19 最終話（2020年3月19日） ‐ 城崎修 役

### テレビアニメ
- ガンダム Gのレコンギスタ（2014年、ロックパイ・ゲティ[10]）
- アイドルメモリーズ（2016年、若者）
- 冒険大陸 アニアキングダム（2023年、アルマジロ）
- 謎解きはディナーのあとで（2025年、藤倉俊夫[初出 1]）
- 強くてニューサーガ（2025年、襲撃者[初出 2]）

### 劇場アニメ
- 思い出のマーニー（2014年、和彦）
- 夜明け告げるルーのうた（2017年、青年）
- Gのレコンギスタ III 宇宙からの遺産（2021年、ロックパイ・ゲティ[11]）

### Webアニメ
- DEVILMAN crybaby（2018年、幸田燃寛 / 幸田マン）

### ゲーム
- スーパーロボット大戦X（2018年、ロックパイ・ゲティ）
- ニード・フォー・スピード アンバウンド／イアン・ネルソン（男主人公）
- Ghost of Tsushima／境井仁（少年期）

### 吹き替え

#### 担当俳優
ジャック・クエイド
- ザ・ボーイズ（2019年 - 、ヒューイ・キャンベル）
- スタートレック:ストレンジ・ニュー・ワールド シーズン2 #7（2023年、ブラッド・ボイムラー）
- スタートレック:ローワー・デッキ（2021年 - 、ブラッド・ボイムラー、ウィリアム・ボイムラー）
- スクリーム（2022年、リッチー・カーシュ）
  - スクリーム6（2023年）

- Mr.ノボカイン（2025年、ネイサン・“ノボカイン”・カイン）

#### 映画
- キング・オブ・エジプト（ベック〈ブレントン・スウェイツ〉）※ソフト版
- THE BATMAN-ザ・バットマン-[15]
- ザ・フォージャー 天才贋作画家 最後のミッション（ウィル・カッター〈タイ・シェリダン〉）
- 史上最悪の学園生活（レイフ・カッチャドリアン〈グリフィン・グラック〉）
- ジョーズ2（ラリー〈デヴィッド・エリオット〉[16]）※BSテレ東版
- Z Bull ゼット・ブル（デズモンド〈ブレントン・スウェイツ〉[17]）
- タイラー・レイク -命の奪還-
- デンジャー・クロース 極限着弾（ノエル・グライムズ二等兵〈ニコラス・ハミルトン〉[18]）
- 奈落のマイホーム（キム代理〈イ・グァンス〉[19]）
- バッド・チューニング（ミッチ・クレイマー〈ウィリー・ウィッギンス〉）
- フリー・ガイ[20]
- ブロッカーズ（コナー〈マイルズ・ロビンス〉）
- マトリックス レザレクションズ（ブランドン[21]）
- ミッション:インポッシブル/デッドレコニング PART ONE（宅配[22]）
- ムーンフォール（ジギー[23]）
- ライオン・キング:ムファサ[24]
- LION/ライオン 〜25年目のただいま〜（サルー・ブライアリー〈デーヴ・パテール〉）
- レジェンド・オブ・ドラゴン 鉄仮面と龍の秘宝

#### ドラマ
- Away -遠く離れて-
- アローバース（ジェファーソン・“ジャックス”・ジャクソン / ファイヤーストーム〈フランツ・ドラメー〉）
  - THE FLASH/フラッシュ
  - レジェンド・オブ・トゥモロー
  - インベージョン! 最強ヒーロー外伝
- 今、私たちの学校は…（ユン・グィナム〈ユ・インス〉[25]）
- 激情のコロッセオ 死にゆく者たち
- THE BAY（ロブ・アームストロング〈アート・パーキンソン〉）
- ハンド・オブ・ゴッド（PJ）
- ミズ・マーベル
- ARMORED SAURUS アーマードサウルス（ヨンフ〈イ・セオン〉[26]）
- ランサム・キャニオン（ルーカス〈ギャレット・ウェアリング〉）
- 理想のふたり（ウィル・ウィンバリー〈サム・ニヴォラ〉）

#### アニメ
- ザ・ボーイズ:ダイアボリカル（ディープ、店員[27]）
- ハズビン・ホテル（エンジェル・ダスト）

### 初出話一覧
1. ↑  第10話初出
2. ↑  第8話初出